# Vefa SK

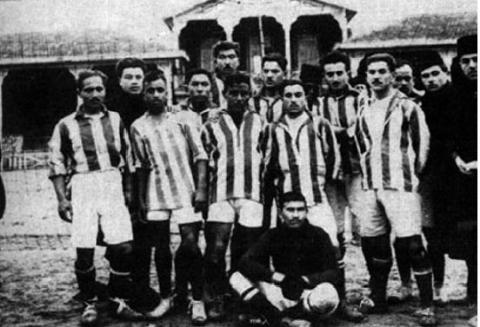
Vefa SK en 1919

El Vefa SK es un equipo de fútbol de Turquía que juega en la Liga Regional Aficionada de Turquía, la quinta división de fútbol en el país.

## Historia
Fue fundado en el año 1908 en la localidad de Vefa por un grupo de estudiantes del Colegio Vefa. En sus inicios jugó en la liga regional de Estambul hasta que en 1959 se convirtió en uno de los equipos fundadores de la Superliga de Turquía, donde terminó en segundo lugar del grupo rojo en su temporada de debut.
En la temporada 1962/63 desciende por primera vez a la TFF Primera División, aunque retornaron a la Superliga de Turquía dos años después, donde se mantuvieron hasta su descenso en la temporada 1973/74.
El club cuenta en su historial con varias temporadas en la primera división, y también cuenta con casi cuarenta temporadas dentro del fútbol profesional de Turquía, aunque desde hace varios años juega a nivel aficionado. El club nombró como entrenador a Özgür Gözüaçık Akyıldız, siendo el primer equipo de fútbol de Turquía en haber nombrado a una mujer para el puesto.

## Jugadores

### Jugadores destacados
- Galip Haktanır
- İsmet Yamanoğlu
- Garbis İstanbulluoğlu
- Hilmi Kiremitçi
- Saffet Sancaklı
- Abdullah Avcı
- Niko Kovi
- Rahmi Denizöz
- Arif Dökel
- Candemir Berkman
- Necmi Onarıcı
- Ahmet Berman
- Vedat Uysal
- Özcan Arkoç
- İsfendiyar Açıksöz
- Ali Filibeli
- Aydın Tuna
- Salim Görür
- Suat Mamat
- Şükrü Ersoy
- Metin Türel
- Sulhi Garan
- Ümit İnal
- İsmail Kurt
- Aziz Esel
- Erol Togay
- Enver Katip
- Hüsamettin Böke
- Bozidar Radulovic
- Jovan Savic
- Jorge Montemarani
- Bekir Psav
- Fikri Beşiroğlu
- Muhteşem Kural
- Nejat Küçüksorgunlu
- Abdülmetin Kocaoğlu
- Zeki Temizer
- Haydar Boraganlı
- Uzun Hakkı
- Selahattin Pural
- Güray Erdener
- Doğan Sel
- Çetin Noyan
- Hidayet Öztekin
- Ertuğrul Atilla
- Erdinç Sandalcı
- Ömer Güvenç

### Jugadores Convocados a Selección Nacional
- Sami Açıköney: 4 apariciones (Polonia 1-2, Polonia 1-6, Bulgaria 1-5, Yugoslavia 2-0)
- Hüsamettin Böke: 2 apariciones (Rumania 1-3, Yugoslavia 2-0)
- Hayri Ragıp Candemir: 2 apariciones (Rumania 1-3, Polonia 1-6)
- Hüseyin Saygun: 4 apariciones, un gol (Grecia 3-1, Austria 0-1, China 4-0, Yugoslavia 1-3)
- Galip Haktanır: 5 apariciones (Austria 0-1, Grecia 2-1, Austria 0-1, Irán 6-1, Israel 1-5)
- Melih Ilgaz: 1 aparición (Irán 6-1)
- Bülent Varol: 1 aparición (Irán 6-1)
- Şükrü Ersoy (portero): 1 aparición (Israel 1-5)
- İsmet Yamanoğlu: 5 apariciones (Suecia 1-3, Suiza 1-5, España 0-0, Suiza 2-1, Yugoslavia 2-2)
- Garbis İstanbulluoğlu: 5 apariciones, 3 goles (Suiza 1-5, España 0-0, Suiza 2-1, Yugoslavia 2-2, Italia 0-1)
- Nejat Küçüksorgunlu: 2 apariciones (Egipto 4-0, Polonia 1-0,
- Hilmi Kiremitçi: 10 apariciones, un gol (Egipto 4-0, Polonia 1-0, España 0-3, Bélgica 1-1, Países Bajos 2-1, Bélgica 1-1, Rumania 0-3, Rumania 2-0, Países Bajos 0-0, Bulgaria 1-2)